# Julio César Gutiérrez Vega
Julio César Gutiérrez Vega (Zamora de Hidalgo, Siglo XX) es un físico mexicano que ha realizado trabajos pioneros en la propagación de ondas de campos ópticos; en particular, presentó la familia Mathieu de haces ópticos no difractantes (con Sabino Chávez Cerda) y los haces Helmholtz-Gauss —una familia parabólica de haces ópticos no difractantes— con Miguel A. Bandrés. Se desempeña como investigador y director del Centro de Óptica del Instituto Tecnológico y de Estudios Superiores de Monterrey (Tec de Monterrey). Este trabajo ha sido reconocido con su membresía en la Academia Mexicana de Ciencias y una membresía Nivel III en el Sistema Nacional de Investigadores.

## Biografía

### Primeros años
Gutiérrez Vega es originario de Zamora, Michoacán. Estudió en el Instituto Tecnológico y de Estudios Superiores de Monterrey (Campus Monterrey) por insistencia de su familia aunque quería ir a Guadalajara con la mayoría de sus amigos. Su familia también insistió en que estudiara física en lugar de su preferencia por las matemáticas. Comenzó sus estudios a tiempo parcial en 1987, pero no terminó su licenciatura hasta 1991 en física industrial. Inmediatamente después cursó sus maestrías en ingeniería eléctrica, obteniendo este título en 1995, ambas del Tec de Monterrey. Después de algunos años en el campo, regresó para obtener su doctorado en óptica del Instituto Nacional de Astrofísica, Óptica y Electrónica, con una temporada en Bélgica antes de graduarse en 2000.

### Carrera
Luego de terminar su maestría, Gutiérrez Vega estuvo algunos años trabajando en fibra óptica, participando en proyectos en varios puntos de México. Después de su doctorado, se dedicó a la investigación, incorporándose al Centro de Óptica de la facultad de física del Tec de Monterrey (Campus Monterrey) cuando fue establecido por el sistema escolar. Asumió la dirección del centro en 2005 y es también el responsable del Grupo de Fotónica y Óptica Matemática. El Centro de Óptica investiga láseres, fibra óptica y más, tanto en aplicaciones teóricas como prácticas. Gutiérrez Vega considera que el centro es su “segunda familia”.
Los campos de investigación personales son principalmente la propagación no difractante de campos de ondas, soluciones de la ecuación de onda de Helmholtz y Fourier: Mathieu, haces parabólicos e Ince-Gaussianos, resonadores láser, métodos numéricos de función especial y billar cuántico y clásico. Sus áreas de especialización incluyen la propagación de ondas, la formación de rayos láser y las cavidades láser.
Es autor y coautor de más de 145 artículos en revistas académicas internacionales, actas de congresos y libros.

### Vida personal
Está casado y tiene un hijo nacido en 2011. Actualmente radica en Monterrey, Nuevo León.

## Reconocimiento
El trabajo de investigación de Gutiérrez Vega ha sido reconocido con una membresía en la Academia Mexicana de Ciencias (desde 2004) y una membresía Nivel III en el Sistema Nacional de Investigadores de México. Ganó los premios del Tec de Monterrey por su labor docente y el Premio Rómulo Garza por su labor de investigación. También fue el primer mexicano en ser nombrado miembro principal de la Sociedad Internacional de Óptica y Fotónica, sirviendo en esta organización como presidente de la conferencia, editor, asesor del capítulo estudiantil, entre otros.
En 2020, ganó la Medalla Esther Hoffman Beller otorgado por la Sociedad Óptica Estadounidense debido a: "Su compromiso excepcional con la educación en óptica a través de una tutoría y enseñanza académicas extraordinarias; el desarrollo de materiales didácticos originales y atractivos y el establecimiento de un programa de posgrado en óptica de clase mundial".